# Ламец
Ламе́ц (фр. Lametz) — коммуна во Франции, находится в регионе Шампань — Арденны. Департамент — Арденны. Входит в состав кантона Туртерон. Округ коммуны — Вузье.
Код INSEE коммуны — 08244.
Коммуна расположена приблизительно в 190 км к северо-востоку от Парижа, в 70 км севернее Шалон-ан-Шампани, в 27 км к югу от Шарлевиль-Мезьера.

## Население
Население коммуны на 2008 год составляло 80 человек.
| 1962 | 1968 | 1975 | 1982 | 1990 | 1999 | 2008 |
| ---- | ---- | ---- | ---- | ---- | ---- | ---- |
| 88   | 100  | 80   | 75   | 68   | 77   | 80   |

## Администрация
| Период | Период | Фамилия      | Партия | Должность |
| ------ | ------ | ------------ | ------ | --------- |
| 1965   | 1971   | Робер Пьерар |        |           |
| 1971   | 2001   | Жильбер Низе |        |           |
| 2001   |        | Анн-Мари Тюо |        |           |

## Экономика
В 2007 году среди 48 человек в трудоспособном возрасте (15—64 лет) 34 были экономически активными, 14 — неактивными (показатель активности — 70,8 %, в 1999 году было 61,9 %). Из 34 активных работали 28 человек (16 мужчин и 12 женщин), безработных было 6 (3 мужчин и 3 женщины). Среди 14 неактивных 3 человека были учениками или студентами, 5 — пенсионерами, 6 были неактивными по другим причинам.

## Достопримечательности
- Церковь Ламец (XII век) в романском стиле. Фасад украшают две каменные статуи XVIII века в нишах: Мадонны с младенцем и Св. Николая, покровителя прихода.
- Замок Ламец (XVII век). Именно в этом замке Флорестан I встретил Каролин Жибер[англ.], которая стала его женой, принцессой Монако Каролин.
- Руины монастыря премонстрантов (XII век). Был разрушен в 1793 году.

## Фотогалерея

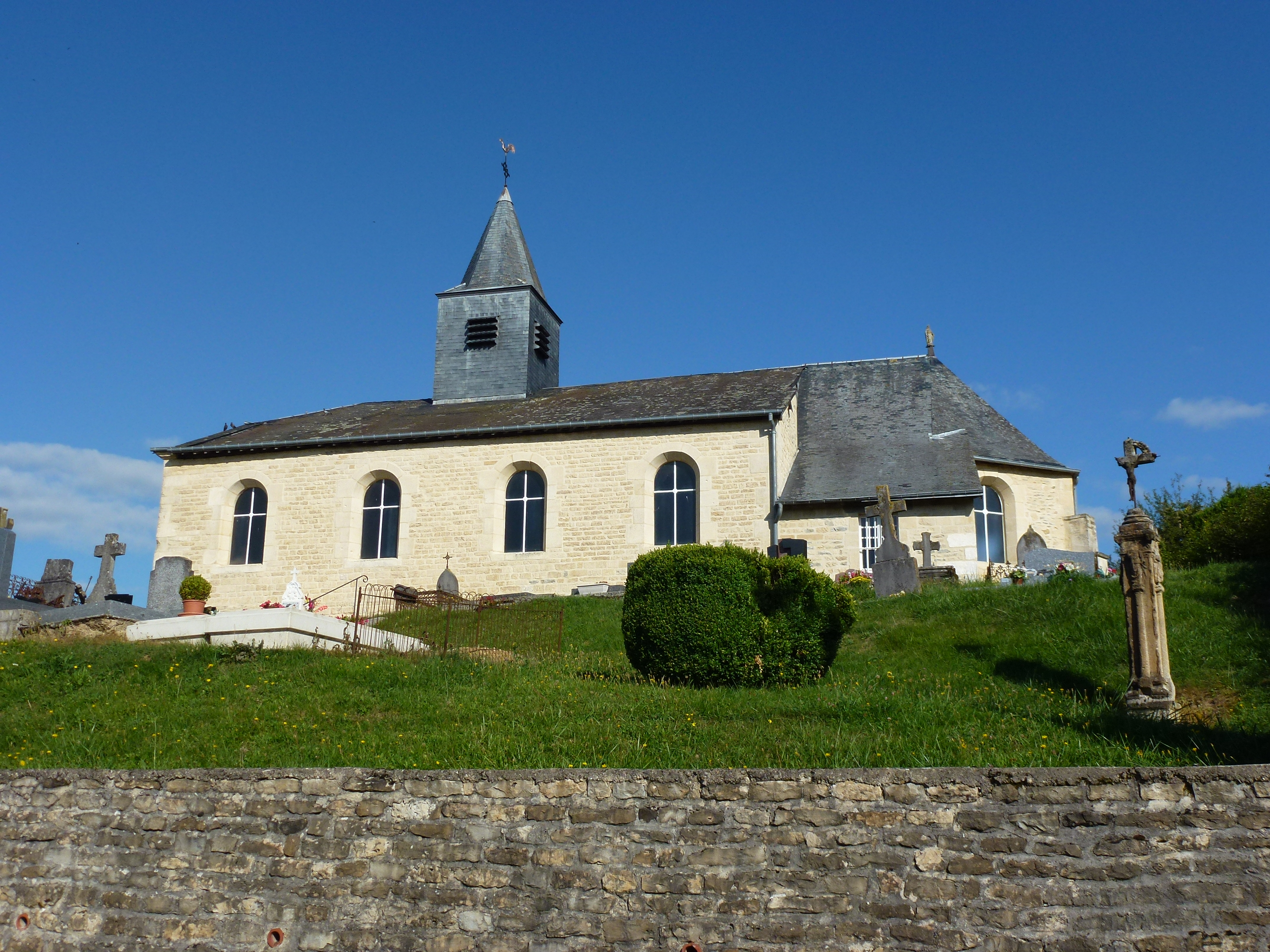
Церковь
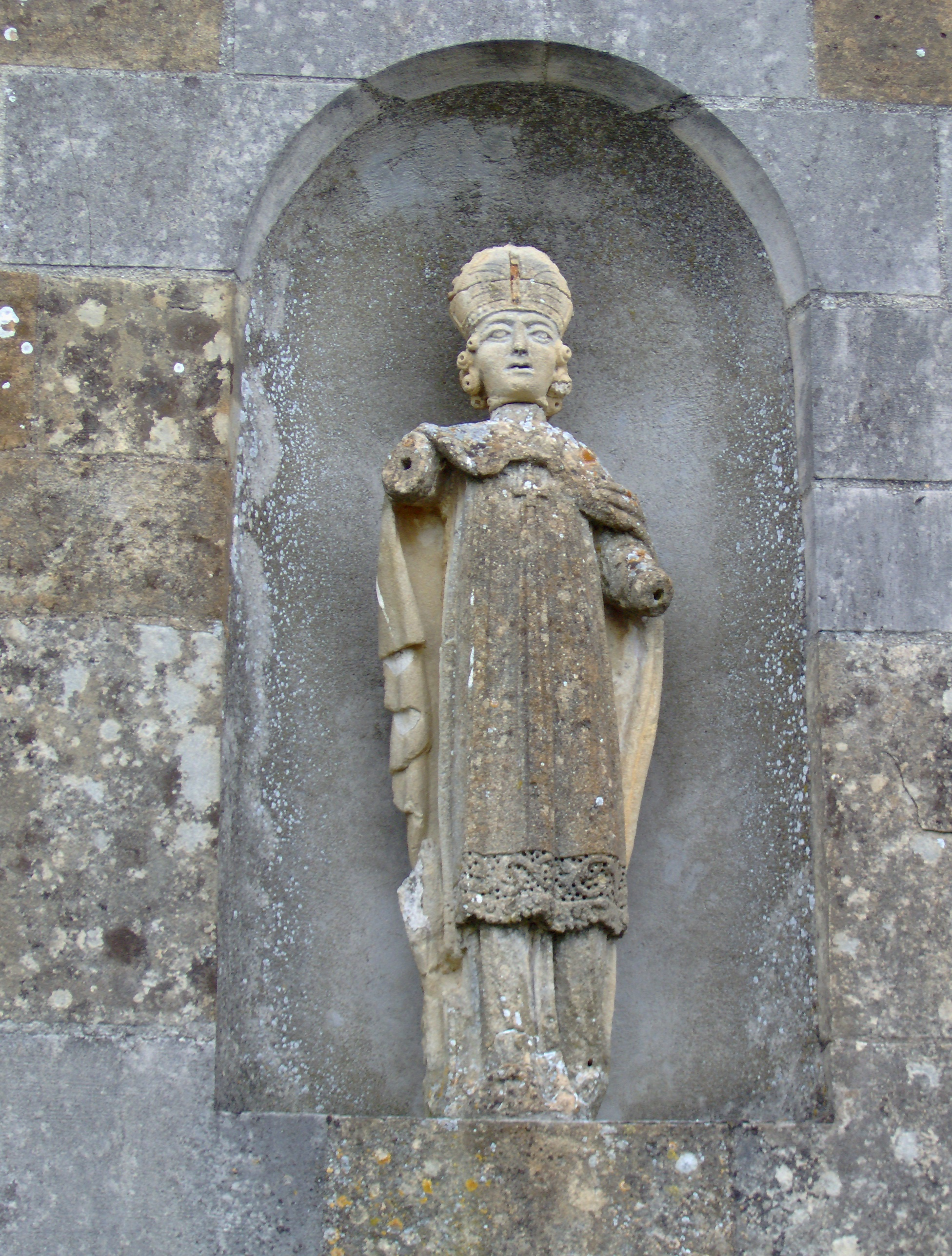
Статуя Св. Николая
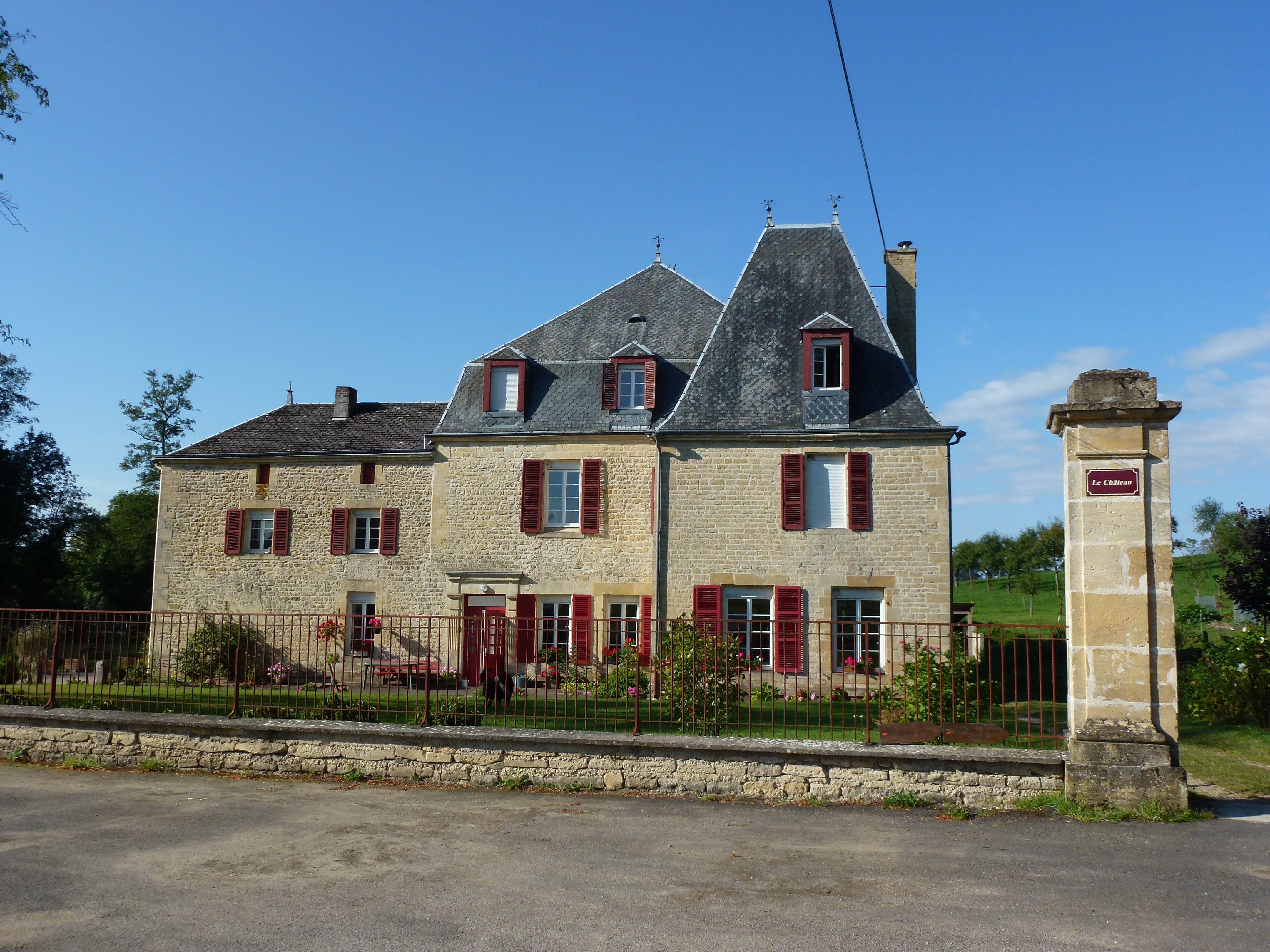
Замок
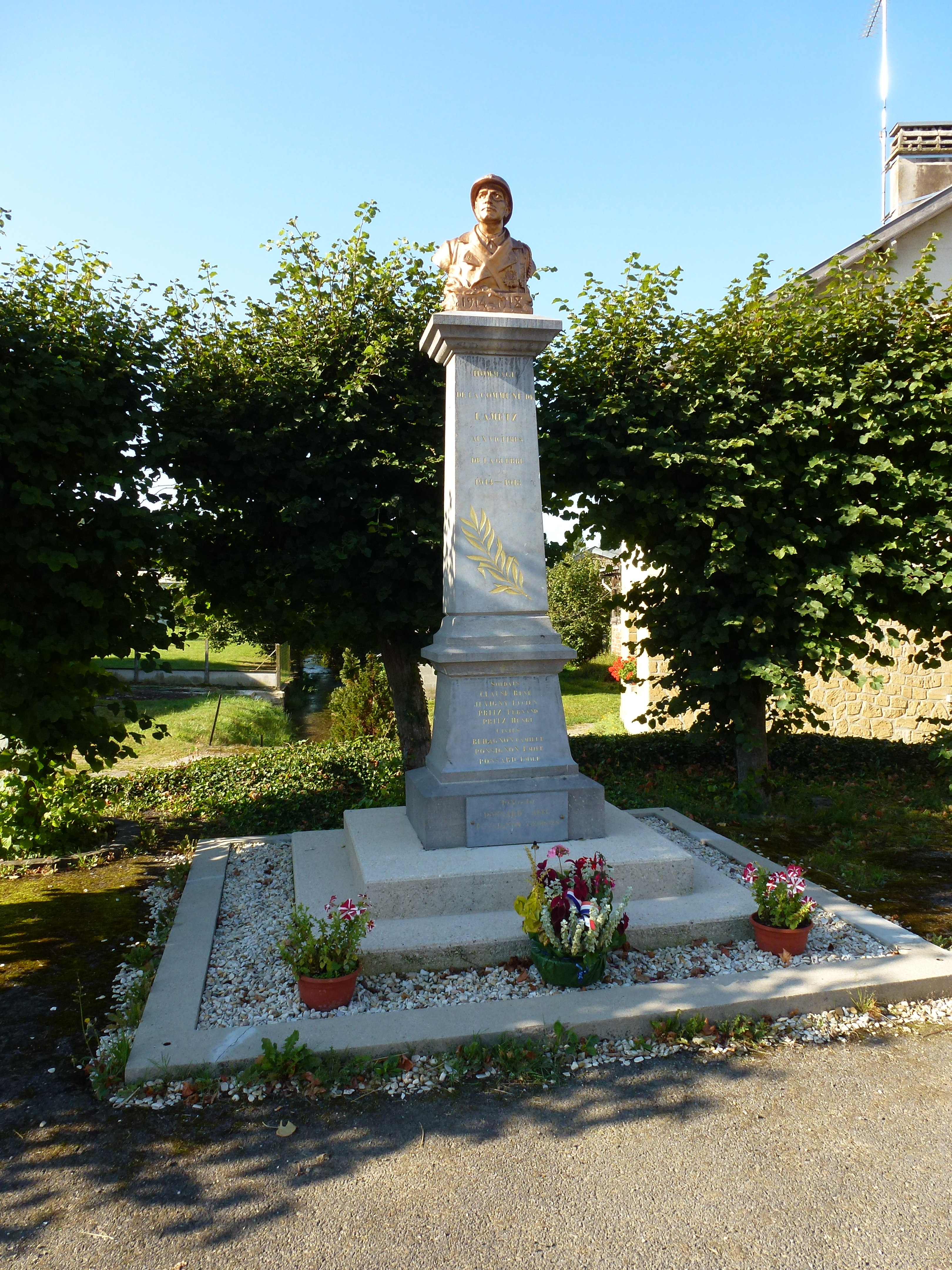
Памятник погибшим в Первой мировой войне